# Valkyrie Drive
Valkyrie Drive è un media franchise giapponese ideato dalla Marvelous. Consiste di tre progetti portati a termine nel 2015: Mermaid, una serie televisiva anime prodotta dalla Arms, trasmessa in Giappone tra il 10 ottobre e il 26 dicembre; Bhikkhuni, un videogioco per PlayStation Vita pubblicato il 10 dicembre; e Siren, un gioco per smartphone lanciato a fine anno.

## Trama
Ognuno dei tre progetti del franchise ruota attorno a ragazze infette da un misterioso virus noto come l'A Virus. Esistono due tipi di soggetti: le Exter (エクスター?, Ekusutā), che possono trasformarsi in armi sotto stimolazione sessuale, e le Liberator (リブレイター?, Ribureitā), che hanno il potere di brandire le Exter quando queste si trovano sotto forma di armi. In particolare, Mermaid segue le vicende di una Exter di nome Mamori Tokonome che fa coppia con una Liberator di nome Mirei Shikishima, mentre Bhikkhuni tratta la storia di due sorelle, Rinka e Ranka Kagurazaka, che vengono infettate da un tipo di A Virus noto come il V Virus.

## Media

### Anime
La serie televisiva anime di dodici episodi, intitolata Valkyrie Drive: Mermaid (ヴァルキリードライヴ マーメイド?, Varukirī Doraivu Māmeido) e prodotta dalla Arms per la regia di Hiraku Kaneko, è andata in onda dal 10 ottobre al 26 dicembre 2015. Le sigle di apertura e chiusura sono rispettivamente Overdrive di Hitomi Harada e Ultra Super Hyper Miracle Romantic (ウルトラスーパーハイパーミラクルロマンチック?, Urutora Sūpā Haipā Mirakuru Romanchikku) di Mikako Izawa e Yuka Iguchi. In America del Nord gli episodi sono stati trasmessi in streaming, in contemporanea col Giappone, dalla Funimation, mentre in Australia e Nuova Zelanda i diritti sono stati acquistati dalla AnimeLab.
Una nuova serie anime di Valkyrie Drive Mermaid è stata annunciata per aprile 2017 ma non è ancora stata pubblicata.

#### Episodi
| Nº | Titolo italiano (traduzione letterale) Giapponese 「Kanji」 - Rōmaji                                | In onda          | In onda |
| Nº | Titolo italiano (traduzione letterale) Giapponese 「Kanji」 - Rōmaji                                | Giapponese       |         |
| 1  | Sto per essere deflorata 「私、散らされます」 - Watashi, chirasaremasu                              | 10 ottobre 2015  |         |
| 2  | La via della vergine 「ヴァージン・ロード」 - Vājin rōdo                                            | 17 ottobre 2015  |         |
| 3  | Zero Arm 「ゼロ・アーム」 - Zero Āmu                                                                | 24 ottobre 2015  |         |
| 4  | Governante 「グヴェルネア」 - Guverunea                                                             | 31 ottobre 2015  |         |
| 5  | Ragazza gigante, cuore piccolo 「ジャイアント・ガール、リトル・ハート」 - Jaianto Gāru, Ritoru Hāto | 7 novembre 2015  |         |
| 6  | Niente soldi, niente vita 「ノー・マネー ノー・ライフ」 - Nō Manē Nō Raifu                          | 14 novembre 2015 |         |
| 7  | Per poter credere 「信じるために」 - Shinjiru tame ni                                               | 21 novembre 2015 |         |
| 8  | Effetto Valchiria 「ヴァルキリー・エフェクト」 - Varukirī Efekuto                                   | 28 novembre 2015 |         |
| 9  | Acquisizione 「テイクオーバー」 - Teikuōbā                                                          | 5 dicembre 2015  |         |
| 10 | Oppressione 「オプレッション」 - Opuresshon                                                         | 12 dicembre 2015 |         |
| 11 | Soldier Arm 「ソルジャーアーム」 - Sorujā Āmu                                                       | 19 dicembre 2015 |         |
| 12 | Valkyrie Drive 「ヴァルキリー・ドライヴ」 - Varukirī Doraivu                                        | 26 dicembre 2015 |         |

### Videogiochi
I due videogiochi del franchise sono stati entrambi prodotti dalla Marvelous. Il primo, Valkyrie Drive: Bhikkhuni, è stato pubblicato per PlayStation Vita il 10 dicembre 2015. Il secondo, Valkyrie Drive: Siren (ヴァルキリードライヴ セイレーン?, Varukirī Doraivu Seirēn), è un gioco per iOS e Android a cura di Mobage e GREE, il cui lancio è avvenuto a fine 2015.